# Carl Hartman (jurist)
Carl Henrik Eugène Hartman, född den 12 augusti 1866 i Frösö församling, Jämtlands län, död den 16 oktober 1943 i Orsa församling, Kopparbergs län,
var en svensk jurist.
Hartman avlade hovrättsexamen 1890. Han blev vice häradshövding 1893, amanuens i Civildepartementet 1895, tillförordnad sekreterare och ombudsman i Civilstatens pensionsinrättning 1896, tillförordnad kanslisekreterare i Civildepartementet 1897 och tillförordnad hovrättsfiskal 1898. Hartman var häradshövding i Ovansiljans domsaga 1908–1936. Han blev inspektor för Orsa kommunala mellanskola 1918 och ordförande i styrelsen för Göteborgs banks avdelningskontor i Orsa 1920. Hartman blev riddare av Nordstjärneorden 1918.